# SINPO
SINPO (англ. SINPO) — оценка качества сигнала радиостанции, применяемая преимущественно в практике любителей приема вещательных станций на коротких волнах. Происходит как сокращение от английских слов:
- S — Signal strength — сила (англ.) сигнала,
- I — Interference — помехи (англ.) от других радиостанций,
- N — Noise — шум (атмосферный или искусственного происхождения),
- P — Propagation — прохождение (наличие замираний сигнала),
- O — Overall merit — общая оценка.

Иногда встречается другое, полностью эквивалентное обозначение SINFO. Буква F означает Fading — замирание, вместо P — Propogation — прохождение. Предполагается, что среднему радиослушателю-наблюдателю слово «замирание» понятнее, чем «прохождение».
| Шкала | S             | I              | N              | P                        | O            |  |
| SINPO | Сила сигнала  | Помехи         | Шум            | Прохождение (замирания)  | Общая оценка |  |
| ----- | ------------- | -------------- | -------------- | ------------------------ | ------------ |  |
| 5     | Очень сильный | Нет            | Нет            | Нет                      | Отлично      |  |
| 4     | Сильный       | Незначительные | Незначительный | Незначительные замирания | Хорошо       |  |
| 3     | Средний       | Умеренные      | Умеренный      | Умеренные замирания      | Удовл.       |  |
| 2     | Слабый        | Сильные        | Сильный        | Сильные замирания        | Плохо        |  |
| 1     | Очень слабый  | Очень сильные  | Очень сильный  | Очень сильные замирания  | Очень плохо  |  |